# Natalie Bookchin

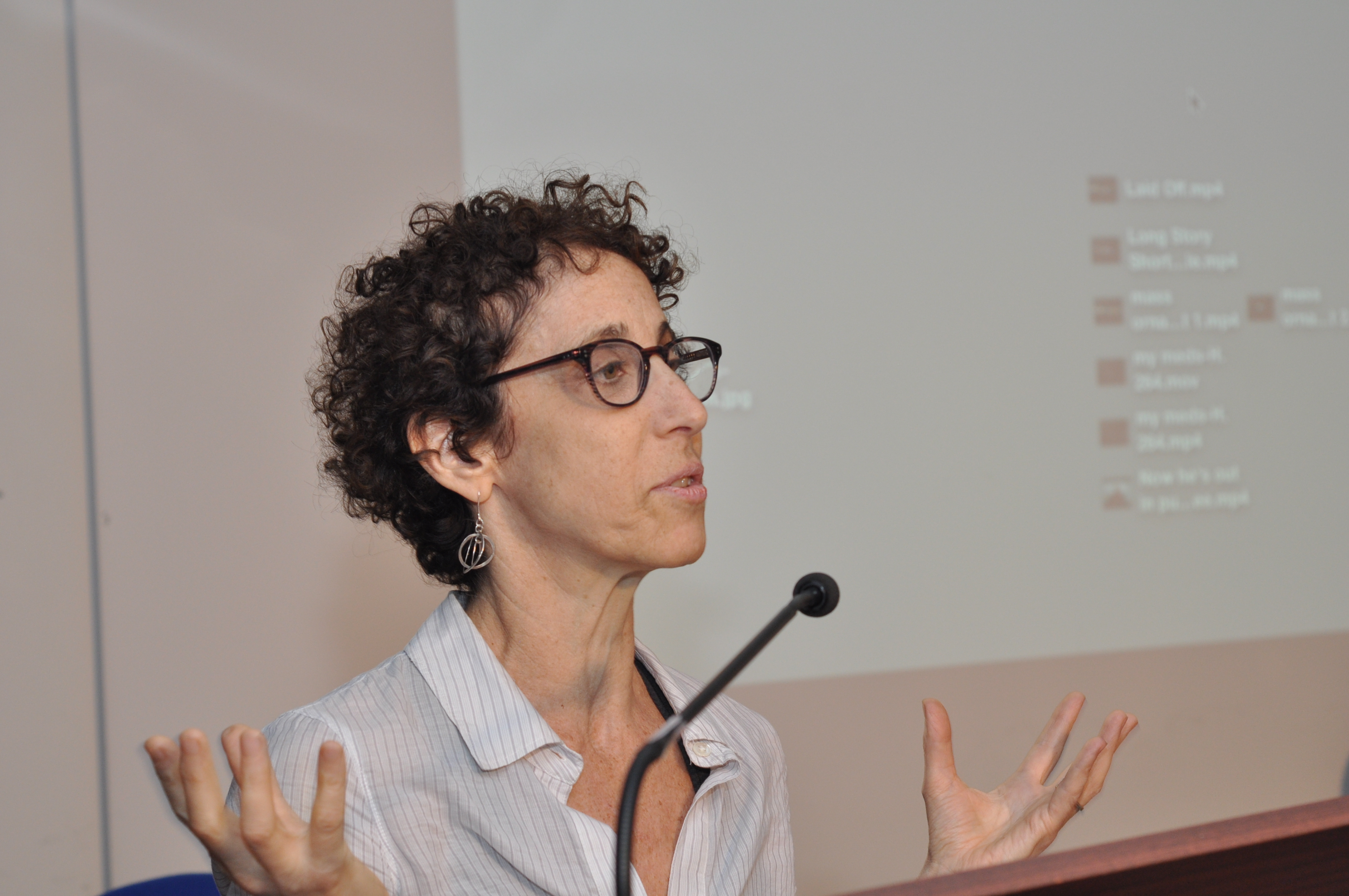
Natalie Bookchin

Natalie Bookchin (* 1962) ist eine US-amerikanische Künstlerin aus Brooklyn, New York.
Sie ist bekannt für ihre Arbeit in den Medien. Sie war 2001–2002 Guggenheim Fellow. Ihre Arbeiten werden in Institutionen wie PS1, dem Massachusetts Museum of Contemporary Art, dem Museum für zeitgenössische Kunst in Barcelona, KunstWerke, Berlin, der Generali Foundation, Wien, dem Walker Art Center, dem Whitney Museum of American Art und der Shedhalle Zürich ausgestellt.
In ihrer Arbeit untersucht sie einige der weitreichenden Konsequenzen von Internet und digitalen Technologien in einer Reihe von Bereichen, darunter Ästhetik, Arbeit, Freizeit und Politik. Viele der späteren Arbeiten von Bookchin enthalten Auszüge aus Videoblogs oder YouTube.
| Personendaten    | Personendaten               |
| ---------------- | --------------------------- |
| NAME             | Bookchin, Natalie           |
| KURZBESCHREIBUNG | US-amerikanische Künstlerin |
| GEBURTSDATUM     | 1962                        |